# وليم إروين تومسون
وليم إروين تومسون (بالإنجليزية: William Irwin Thompson)‏ (16 يوليو 1938، شيكاغو في الولايات المتحدة)؛ فيلسوف، مؤرخ، شاعر وروائي أمريكي.